# Karol Fryderyk Podiebradowicz
Karol Fryderyk Podiebradowicz (niem. Karl Friedrich von Münsterberg-Öls, ur. 18 października 1593 w Oleśnicy, zm. 31 maja 1647 tamże) – książę ziębicki i oleśnicki.
Syn Karola II i Elżbiety Magdaleny Piastówny. W 1618 ożenił się z Anną Zofią z Saksonii-Gothy-Altenburga (niem. Anna Sophia von Sachsen-Altenburg) (1598–1641); a w 1642 poślubił Zofię Magdalenę Piastównę z Legnicy.